# Adolf av Nassaus civil- och militärförtjänstorden

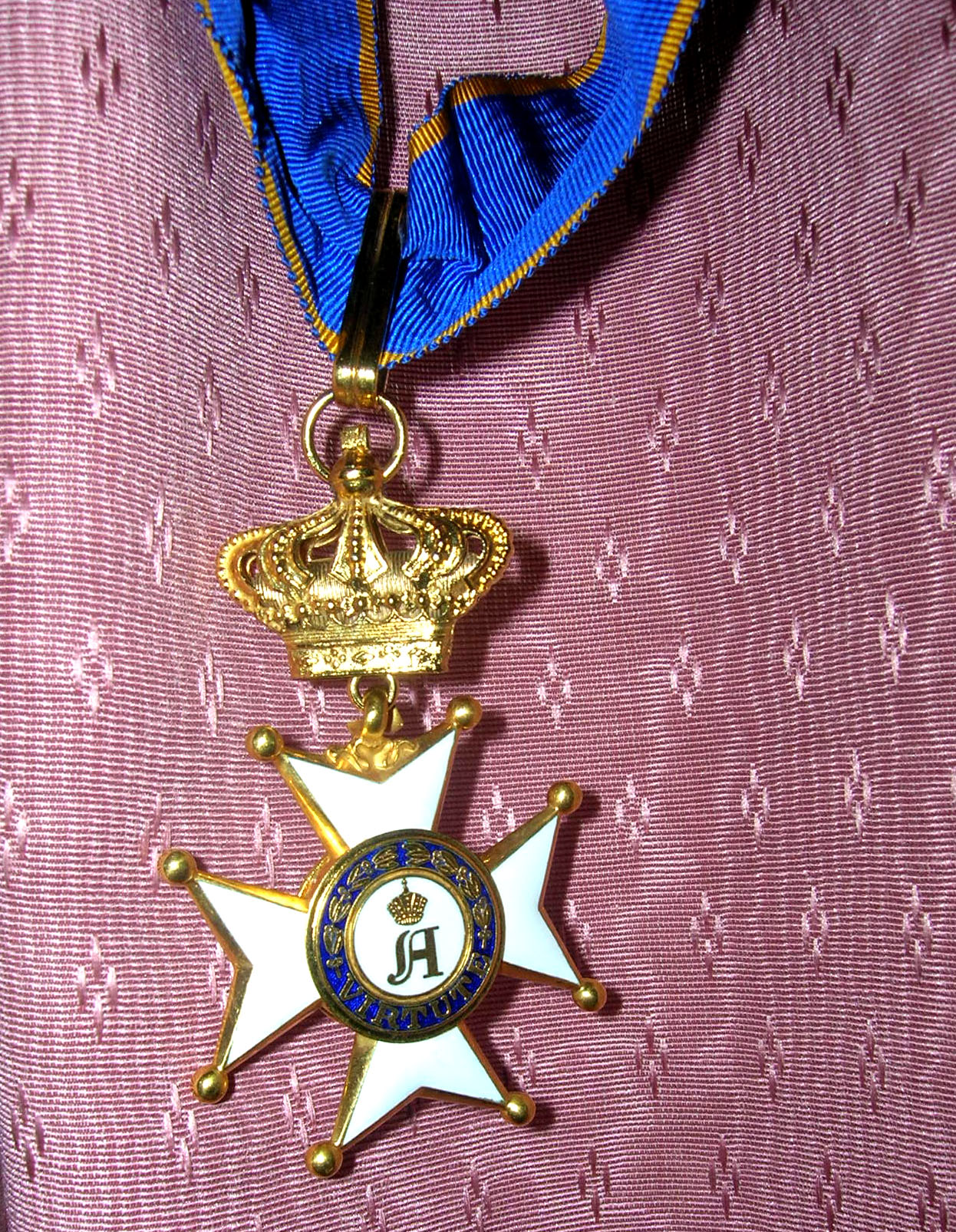
Adolf av Nassaus civil- och militärförtjänstorden.

Adolf av Nassaus civil- och militärförtjänstorden (franska: Ordre du Mérite Civil et Militaire d'Adolphe de Nassau) är en orden instiftad den 8 maj 1858 av hertig Adolf av Nassau för att hedra hans namne och förfader, Adolf, greve av Nassau-Weilburg, den enda medlemmen i Huset Nassau som varit kung av Tyskland. 
Efter att hertigdömet annekterades av Preussen 1866 och Adolf blev storhertig av Luxemburg 1890, återupplivade han den som en förtjänstorden i Storhertigdömet Luxemburg. Orden förlänas till vedermäle för förtjänstfulla insatser eller trohet gentemot storhertigen eller landet.